# Delavrinningsområde
Ett delavrinningsområde är en del av ett vattendrags huvudavrinningsområde. Fyrisåns avrinningsområde är till exempel en del av avrinningsområdet för Norrström. Detta fall är ovanligt eftersom huvudvattendraget Norrström är mycket kort och mycket lite av avrinningen sker direkt till detta. Därför består Norrströms avrinningsområde i stort sett av de avrinningsområden som hör samman med Mälaren. Som regel finns det ett visst samband mellan ett vattendrags längd och dess avrinningsområde. Ofta kan delavrinningsområdena ordnas hierarkiskt. Sålunda är till exempel Ämåns avrinningsområde ett delavrinningsområde till Oreälvens vilket i sin tur är en del av Österdalälvens delområde till Dalälven.